# Bezeichnungssystem für Lenkwaffen, Raketen, Sonden, Booster und Satelliten der US-Streitkräfte
Das Bezeichnungssystem für Lenkwaffen, Raketen, Sonden, Booster und Satelliten der US-Streitkräfte legt fest, wie militärische Flugobjekte der USA offiziell klassifiziert und bezeichnet werden. Manche dieser Bezeichnungen und Namen, wie AIM-9 Sidewinder sind auch relativ geläufig.
Das heutige System gilt seit 1962, als das US-Verteidigungsministerium die bis dahin unterschiedlichen Gliederungen von Heer, Luftwaffe und Marine (einschließlich Marine Corps und Küstenwache) vereinheitlichte. Es basiert auf dem seit 1948 angewendeten Benennungsschema der US Air Force (USAF). Die Regeln und deren Anwendung werden durch die jeweils aktuelle Fassung einer Anweisung der US-Streitkräfte festgelegt (AFI 16-401).

## Bestandteile
Die Bezeichnung setzt sich aus den folgenden, teils optionalen Komponenten zusammen:
| Statuskennung (optional)     | Startplattform    | Haupteinsatzzweck                 | Typ                | Entwurfsnummer | Variante (optional) | Name (optional) |
| ---------------------------- | ----------------- | --------------------------------- | ------------------ | -------------- | ------------------- | --------------- |
| C (Captive)                  | A (Air)           | C (Transport)                     | B (Booster)        | fortlaufend    | meist fortlaufend   | individuell     |
| D (Dummy)                    | B (Multiple)      | D (Decoy)                         | M (Guided Missile) |                |                     |                 |
| J (Special Test (Temporary)) | C (Coffin)        | E (Electronic/Communications)     | N (Probe)          |                |                     |                 |
| N (Special Test (Permanent)) | F (Individual)    | G (Surface Attack)                | R (Rocket)         |                |                     |                 |
| X (Experimental)             | G (Surface)       | I (Aerial/Space Intercept)        | S (Satellite)      |                |                     |                 |
| Y (Prototype)                | H (Silo Stored)   | L (Launch Detection/Surveillance) |                    |                |                     |                 |
| Z (Planning)                 | L (Silo Launched) | M (Scientific/Calibration)        |                    |                |                     |                 |
|                              | M (Mobile)        | N (Navigation)                    |                    |                |                     |                 |
|                              | P (Soft Pad)      | Q (Drone)                         |                    |                |                     |                 |
|                              | R (Ship)          | S (Space Support)                 |                    |                |                     |                 |
|                              | S (Space)         | T (Training)                      |                    |                |                     |                 |
|                              | U (Underwater)    | U (Underwater Attack)             |                    |                |                     |                 |
|                              |                   | W (Weather)                       |                    |                |                     |                 |

### Statuskennung
Die Statuskennung (status prefix) zeigt eine nicht standardgemäße Verwendung an und ist optional. Sie wird der restlichen Typenbezeichnung vorangestellt:
- C – Dummy für Tagversuche an der Startplattform.
- D – Nicht flugfähiger Dummy für Trainingszwecke.
- J – Vorübergehende spezielle Tests mit veränderter Ausstattung. Wird verwendet, wenn die Umbauten verhältnismäßig leicht wieder rückgängig gemacht werden können.
- N – Dauerhafte spezielle Tests mit veränderter Ausstattung. Wird verwendet, wenn die Umbauten nur mit unverhältnismäßig hohem Aufwand wieder rückgängig gemacht werden können.
- X – Flugobjekt in experimentellem Stadium oder in der Entwicklung.
- Y – Prototyp. An ihm kann die Leistungsfähigkeit des Entwurfs bewertet werden. Dient als Muster für die Serienfertigung.
- Z – Vorgesehen für die Planungsphase eines Entwurfs.

### Startplattform
Startplattform, von dem aus das Flugobjekt gestartet wird:
- A – In der Luft gestartetes Flugobjekt.
- B – Kann von verschiedenen Startplattformen aus gestartet werden.
- C – Aus einem Container vom Boden aus gestartetes Flugobjekt.
- F – Handgestartetes Fluggerät.
- G – Flugobjekt, das von einer Startbahn oder vom Boden startet.
- H – Vertikal gelagertes Flugobjekt, das jedoch oberirdisch gestartet wird.
- L – Vertikal gelagertes und unterirdisch gestartetes Flugobjekt.
- M – Von einem mobilen Bodenfahrzeug gestartetes Fluggerät.
- P – Vom Boden gestartetes Fluggerät, das ganz oder teilweise geschützt gelagert ist.
- R – Von einem maritimen Oberflächenfahrzeug (Boot, Luftkissenboot) gestartetes Flugobjekt.
- S – Im Weltraum gestartetes Fluggerät.
- U – Unter der Wasseroberfläche gestartetes Flugobjekt.

### Haupteinsatzzweck
- C – Transport von materiellen und nichtmateriellen Gütern.
- D – Störung der gegnerischen Abwehrmaßnahmen durch Antäuschung eines Angriffes.
- E – Mit Elektronik zur Kommunikation, für elektronische Gegenmaßnahmen oder Radarpeilung ausgestattet.
- G – Zerstörung von gegnerischen Bodenzielen an Land und auf dem Wasser.
- I – Verteidigung gegen gegnerische Luft- oder Weltraumwaffen.
- L – Ausgestattet mit Sensoren zur Aufspürung von Raketenstarts.
- M – Sammeln, auswerten und analysieren von technischen und wissenschaftlichen Daten.
- N – Zur Verfügung stellen von Navigationsdaten.
- Q – Ferngesteuertes oder automatisch gesteuertes Flugzeug.
- S – Start, Wartung und Rückholung von Raumflugkörpern.
- T – Für Trainingszwecke.
- U – Angriff von Unterwasserzielen.
- W – Wetterbeobachtung, Aufzeichnung und Übermittlung meteorologischer Daten.

### Typ
- B – Booster zum Antrieb einer Nutzlast.
- M – Lenkwaffe mit interner oder externer Steuerung zur Kontrolle ihres Flugpfades.
- N – Instrumentierte Sonde, die jedoch keine orbitale Geschwindigkeit (1. Kosmische Geschwindigkeit) erreicht.
- R – Ungelenkte Rakete.
- S – Satellit.

### Entwurfsnummer
Bei der Entwurfsnummer handelt es sich um eine fortlaufende Nummer, die für jedes Modell vergeben wird, das sich deutlich von seinen Vorgängern innerhalb desselben Haupteinsatzzweckes unterscheidet.

### Variante
Die Bezeichnung der Variante unterscheidet sich innerhalb der einzelnen Teilstreitkräfte. Meist werden fortlaufende Buchstaben beginnend mit „A“ vergeben. Dabei werden die Buchstaben „I“ und „O“ ausgelassen, um eine Verwechslung mit den Ziffern „1“ und „0“ zu verhindern.

### Name
Sowie für den alltäglichen Gebrauch beim Militär als auch für die Öffentlichkeit, erhalten Fluggeräte häufig Beinamen. Ein Name wird auf Vorschlag der betreffenden Teilstreitkraft nach Prüfung verschiedener Kriterien von dem Hauptquartier der US-Luftwaffe zugewiesen.

## Beispiele
- AIM-9L Sidewinder

|  | Startplattform (Flugzeug)            | A          |
|  | Haupteinsatzzweck (Luftverteidigung) | I          |
|  | Typ (Lenkwaffe)                      | M          |
|  | Fortlaufende Nummer                  | 9          |
|  | Variante                             | L          |
|  | Name                                 | Sidewinder |
- RGM-109E Tomahawk

|  | Startplattform (Schiff)        | R        |
|  | Haupteinsatzzweck (Bodenziele) | G        |
|  | Typ (Lenkwaffe)                | M        |
|  | Fortlaufende Nummer            | 109      |
|  | Variante                       | E        |
|  | Name                           | Tomahawk |
- UUM-44 Subroc

|  | Startplattform (U-Boot)     | U      |
|  | Haupteinsatzzweck (U-Boote) | U      |
|  | Typ (Lenkwaffe)             | M      |
|  | Fortlaufende Nummer         | 44     |
|  | Name                        | Subroc |
- LGM-118A Peacekeeper

|  | Startplattform (Raketensilo)   | L           |
|  | Haupteinsatzzweck (Bodenziele) | G           |
|  | Typ (Lenkwaffe)                | M           |
|  | Fortlaufende Nummer            | 118         |
|  | Variante                       | A           |
|  | Name                           | Peacekeeper |